# Craig Thomas (homme politique)
Pour les articles homonymes, voir Craig Thomas.
Craig Thomas, né le 17 février 1933 à Cody (Wyoming) et mort le 4 juin 2007 à Bethesda (Maryland), est un homme politique américain. Membre du Parti républicain, il est élu du Wyoming au Congrès des États-Unis de 1989 à sa mort en 2007, d'abord à la Chambre des représentants, puis au Sénat à partir de 1995.

## Biographie
Craig Thomas est né à Cody dans le Wyoming où il a passé toute son enfance et son adolescence. Diplômé en agriculture de l'université du Wyoming à Laramie, il s'engage dans le corps des US Marines de 1955 à 1959. Il en sort avec le grade de capitaine.
Vice-président du bureau des fermiers du Wyoming de 1965 à 1974 et gérant de l'association Wyoming Rural Electric, il commence une carrière politique active à la législature locale où il est député de 1985 à 1989.
En avril 1989, il reprend le siège du Wyoming à la Chambre des représentants des États-Unis, laissé vacant par Dick Cheney, devenu secrétaire à la Défense dans le gouvernement de George H. W. Bush et est réélu en 1990 et 1992.
En novembre 1994, Craig Thomas est élu au Sénat des États-Unis avec 59 % des voix contre 39 % à Mike Sullivan, l'ancien gouverneur de l'État. Thomas est réélu en 2000 avec 74 % des voix. En 2006, il est réélu avec 70 % des voix contre 30 % au démocrate Dale Groutage.
Durant ses mandats au Sénat, il préside le sous-comité des parcs nationaux et permet de réformer le mode de gestion de ces derniers afin d'assurer leur préservation. Il est d'ailleurs distingué pour son action par l'association pour la protection des parcs nationaux.
Thomas fut également membre de la commission des finances du Sénat et travailla sur la législation étendant les bénéfices de la couverture sociale aux familles rurales.
Diagnostiqué d'une leucémie en novembre 2006, hospitalisé à plusieurs reprises en quelques mois, Thomas décède le 4 juin 2007 au centre médical naval de Bethesda dans le Maryland. Il avait 74 ans.
Marié, il était père de quatre enfants et était par ailleurs franc-maçon.